# Type:Rider
Type:Rider ist ein 2013 veröffentlichtes Computerspiel der französischen Entwickler Cosmografik, Novelab und AudioGaming. Für die Produktion zeichnet das Filmproduktionskollektiv Agat Films & Cie – Ex Nihilo in Kooperation mit dem deutsch-französischen Fernsehsender Arte verantwortlich. Leitender Entwickler und Designer des Spiels war Théo Le Du Fuentes. Das Spiel erschien zunächst als Mobile Game für Android und iOS, später auch für Windows, macOS, Linux, PlayStation Vita, PlayStation 4 und Nintendo Switch.
Type:Rider vermittelt als Serious Game spielerisch die Geschichte der Typografie und der verwendeten Medien, von prähistorischer Höhlenmalerei über die Erfindung des Buchdrucks bis hin zur Digitalisierung. Der Spieler navigiert dabei einen Doppelpunkt im Stil eines klassischen Jump ’n’ Run in zweidimensionaler Ansicht durch die Spielabschnitte und löst physikbasierte Rätsel.
Der Titel wurde über 450.000 Mal und in über 140 Ländern weltweit heruntergeladen und unter anderem für seine künstlerische Originalität ausgezeichnet. Er war als experimentelle und interaktive Dokumentation auf mehreren Filmfestivals ausgestellt.

## Spielprinzip
Der Spieler navigiert einen Doppelpunkt (Kolon) im Stil eines klassischen Jump ’n’ Run in zweidimensionaler Ansicht von links nach rechts durch die Level. Durch geschicktes Beschleunigen, Abbremsen und Springen des rollenden Kolons manövriert der Spieler die Spielfigur an ihr Ziel und sammelt auf dem Weg verteilte Punkte in Form von Buchstaben und Sonderzeichen ein. Dabei müssen Hindernisse überwunden und kleinere Rätsel gelöst werden, die mit fortschreitendem Spielverlauf und damit steigender Ausgereiftheit des Schriftbildes zunehmend herausfordernder werden.

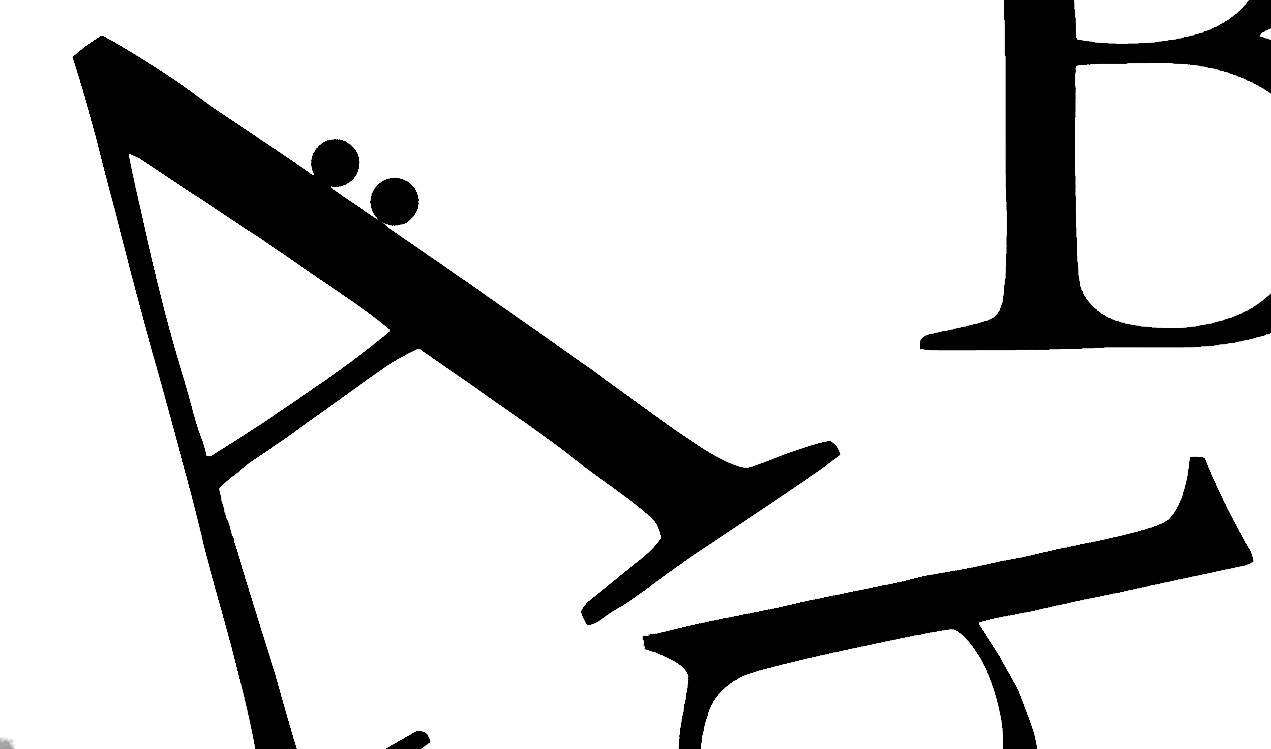
Die Spielfigur, ein Doppelpunkt, rollt über Lettern der Schriftfamilie Garamond – vereinfachte Darstellung einer Spielszene

Die Spielfigur wird je nach Plattform mit den Richtungstasten oder über den Touchscreen nach links und rechts bewegt und springt mit einer Aktionstaste. Entscheidend zum Überwinden von Hindernissen ist die jeweils richtige Geschwindigkeit oder der passende Zeitpunkt zum Absprung. Stürzt die Spielfigur ab oder kommt sie anderweitig zu Schaden, wird sie zurück vor das letzte Hindernis versetzt und der Spieler kann einen neuen Versuch starten. Eine Begrenzung der Versuche oder ein vorzeitiges Spielende durch „Game over“ gibt es nicht.
Jeder der zehn Spielabschnitte besteht aus den Lettern der zeitgenössischen Schriftfamilie sowie historisch bedeutsamen Druckwerken, Schreibgeräten und Illustrationen. Die schwarzen Buchstaben bilden dabei in alphabetischer Anordnung die Plattformen, über die der Spieler den Doppelpunkt hinweg steuert. Kleine weiße Schriftzeichen finden sich über den Level verteilt und lassen sich einsammeln, um so das entsprechende Alphabet in jedem Abschnitt zu vervollständigen. Einzusammelnde Sonderzeichen, wie der Asterisk oder das Et-Zeichen verbergen zudem historisches Hintergrundwissen oder sind an besonders schwierig zugänglichen Stellen versteckt. Gesammeltes Wissen in Form von Text und Bildern wird in einem Buch je Kapitel gespeichert. Die Bücher lassen sich jederzeit über das Spielmenü einsehen und so erneut oder erst nach Absolvieren eines Abschnitts oder des Spiels lesen. Die Facebook-Version des Spiels erlaubte dem Spieler auch das Erstellen eigener Abschnitte und das Teilen dieser mit Kontakten innerhalb des Netzwerks.

## Inhalt
Das Spiel umfasst zehn Abschnitte, die jeweils verschiedene Epochen der Menschheitsgeschichte widerspiegeln und dem Spieler die jeweiligen Repräsentationen von Schrift näherbringen sollen. Der Spieler wird dabei auf eine Reise mitgenommen, von prähistorischer Höhlenmalerei und Keilschrift über Hieroglyphen, chinesische Schriftzeichen, die griechischen und lateinischen Alphabete, die Anfänge des Buchdrucks, die einflussreichsten Schriftfamilien und Schriftarten bis hin zur Digitalisierung der Typografie und moderner Pixelfont.
Der Verlauf der Handlung soll die kulturelle Bedeutung der Schrift als abstraktes Werkzeug der indirekten Wissensweitergabe verdeutlichen: Der Schriftsatz und seine Verbreitung ermöglicht die Weitergabe von Wissen ohne direkten Kontakt des Empfängers mit dem Geber oder dem eigentlichen Gegenstand des Textes. Darüber hinaus werden durch Schrift Eindrücke und Erkenntnisse in eine einheitliche Symbolik überführt, die sich serialisieren und beliebig wiederholen lassen.
Nachfolgend sind die neun Kapitel mit den jeweiligen Meilensteinen der Typografie aufgeführt, so wie sie im Spiel behandelt und betitelt. Ein zehntes Bonus-Level befasst sich mit Comic Sans MS und enthält Anspielungen auf die Netzkultur.
Origins (ab 30.000 v. Chr.)
1. Die Felsmalereien
2. Die Keilschrift
3. Die Ägyptischen Hieroglyphen
4. Die Chinesischen Schriftzeichen
5. Das Griechische Alphabet
6. Das Lateinische Alphabet

Gothic (13.–15. Jhd.)
1. Die Kopistenmönche
2. Die karolingische Minuskel
3. Johannes Gutenberg
4. Die beweglichen Lettern
5. Die Druckerpresse
6. Die Gutenberg-Bibel

Garamond (15.–16. Jhd.)
1. Nicolas Jenson
2. Die Kursivschrift
3. Geoffroy Tory
4. Robert Estienne
5. Die Grecs du roi
6. Claude Garamont

Didot (17.–18. Jhd.)
1. Die Romain du Roi
2. John Baskerville
3. Die Familie Didot
4. Das Manuale Tipografico von Bodoni
5. Die Geburt der Presse
6. Die Encyclopédie

Clarendon (19. Jhd.)
1. Die Lithografie
2. William Caslon
3. Die Schreibmaschine
4. Die Egyptienne
5. Der Telegraf
6. Die Linotype-Setzmaschine

Futura (1920er)
1. Die Futuristen
2. Dada
3. Cassandre
4. Der Russische Konstruktivismus
5. Das Bauhaus
6. Futura

Times (1930er)
1. Thibaudeaus Klassifizierung
2. Gill Sans
3. Der Offsetdruck
4. Penguin Books
5. Die Geburt des Spielfilms
6. Times New Roman

Helvetica (1950er–1970er)
1. Die Werbung
2. Helvetica
3. Der Fotosatz
4. Die Transferschriften
5. Free Press
6. Die Formenklassifikation nach Vox

Pixel (1970er–1980er)
1. GML
2. WYSIWYG
3. Die Bitmap-Schrift
4. Die Outline-Schrift
5. Das Desktop-Publishing
6. OpenType

## Entwicklung

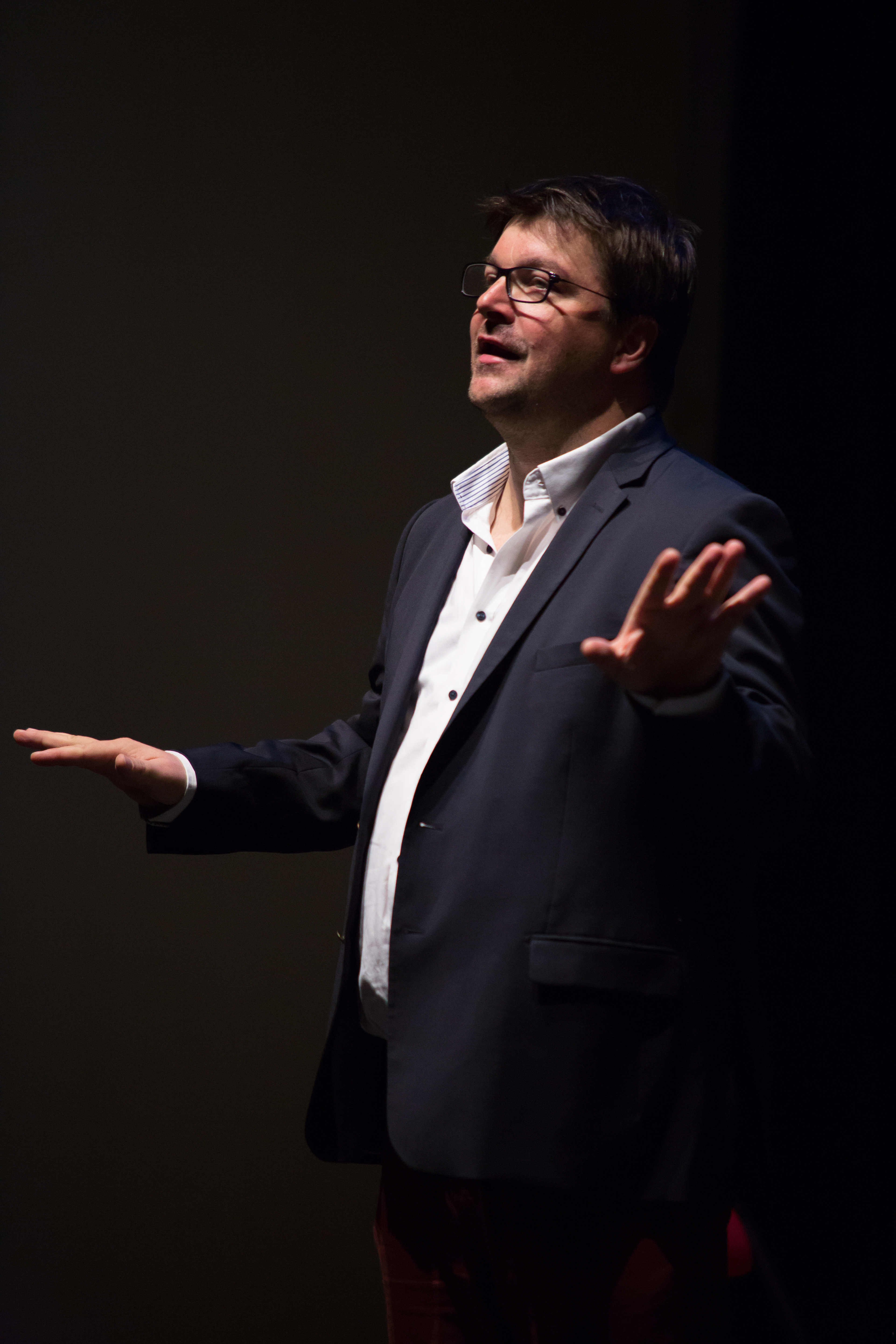
Komponist Julien Joubert, 2016

Auftraggeber und verantwortlich für die Produktion waren Produzent Arnaud Colinart vom Filmproduktions-Kollektiv Agat Films & Cie mit dem 2006 gegründeten Label für Neue Medien Ex Nihilo in Zusammenarbeit mit Arte France. Die Spielidee, technische Umsetzung und die grafische Gestaltung des Spiels steuerte der Pariser Entwickler Cosmografik unter der Leitung von Théo Le Du Fuentes bei. Mit dem Sounddesign des Spiels war das französische auf die Entwicklung von Audio-Software spezialisierte Unternehmen AudioGaming betraut. Der Soundtrack wurde von Julien Joubert und Guillaume Le Nost komponiert. Type:Rider basiert auf der Spiel-Engine Unity und war von Beginn an als interaktive Dokumentation konzipiert. Zielgruppe waren vor allem Spieler, die offen für alternative Spielweisen abseits des Gaming-Mainstreams sind, aber auch Gelegenheitsspieler.
Der erste Prototyp des Spiels entstand bereits 2008, zunächst als Flash-Spiel im Rahmen eines Studienprojekts an der Pariser Kunstschule Gobelins, L’École de L’Image, wo Le Du Fuentes seinen Masterstudiengang in Interactive Digital Experiences absolvierte. Die Thematik entsprang Lead Designer Théo Le Du Fuentes’ persönlicher Faszination für die Typografie. Type:Rider soll das Bewusstsein bei Spielern für den Schriftsatz stärken, sodass diese nach dem Spielen Schriftarten „mit etwas mehr Erfahrung und Wissen auswählen, als zuvor“. Der Titel sei darüber hinaus ein gutes Beispiel dafür, wie das kulturelle Umfeld, in dem Computerspiele entstehen, immer auch das Spielprinzip und die Handlung beeinflussen. „Wäre das Spiel in China entstanden, hätten wir Type:Rider vielleicht von oben nach unten auf chinesischen Schriftzeichen gespielt. Wäre es in Ägypten gemacht worden, würden wir es vielleicht von rechts nach links spielen“, so Le Du Fuentes.
Das Produktionsbudget betrug 400.000 Euro, davon stammten 150.000 von Ex Nihilo und 130.000 Euro von Arte. Die übrigen 120.000 Euro steuerte der französische staatliche Filmförderfonds Centre national du cinéma et de l’image animée bei. Ein wesentlicher Anteil des Budgets floss in die Lizenzierung im Spiel verwendeter Schriftarten.

## Umsetzung
| Interpreten  | Julien Joubert, Guillaume Le Nost |
| Anzahl Titel | 11                                |
| Gesamtlänge  | 24:53                             |
| Produktion   | AudioGaming                       |
| Link         | soundcloud.com                    |

| Nr. | Titel         | Länge |
| --- | ------------- | ----- |
| 1.  | Main Theme    | 3:26  |
| 2.  | Origins       | 1:42  |
| 3.  | Gothic        | 1:53  |
| 4.  | Garamond      | 1:40  |
| 5.  | Didot         | 3:19  |
| 6.  | Clarendon     | 2:38  |
| 7.  | Futura        | 2:32  |
| 8.  | Times         | 1:39  |
| 9.  | Helvetica     | 3:00  |
| 10. | Pixel         | 2:21  |
| 11. | Comic Sans MS | 0:43  |

Type:Rider verwendet einfache zweidimensionale Grafiken mit vereinzelten animierten Elementen. Die Hintergründe sind in Pastelltönen gehalten und mit Darstellungen historischer Persönlichkeiten, Schreibutensilien und Druckmaschinen oder bedeutsamer Schriftstücke und Textauszüge der gerade gespielten Epoche geschmückt. Objekte im Vordergrund sind grundsätzlich in schwarz gehalten, wozu die Spielfigur und die großen Buchstaben gehören, vereinzelt aber auch Requisiten der jeweiligen Zeit, mit denen der Spieler interagiert.
Die elf Stücke des Soundtracks sind nach den Spielabschnitten benannt und orientieren sich stilistisch an Musik der jeweiligen Epoche. An der weiteren Audiogestaltung waren Amaury La Burthe als Leitung sowie Flavien Collet und Kévin Loustau beteiligt.
Das Spiel wurde am 10. Oktober 2013 für Android und iOS veröffentlicht und war zunächst auch über die Website und die Facebook-Seite des Entwicklers spielbar. Kurze Zeit später, am 6. November, folgte eine Fassung für Microsoft Windows, macOS und Linux. Am 12. Juli 2016 erschien Type:Rider mit Portierungen für PlayStation 4 und PlayStation Vita erstmals auch für Spielkonsolen. Von Mai bis Juni 2017 war diese als Teil des PlayStation-Plus-Programms für Abonnenten des Dienstes kostenfrei spielbar. Eine Version für Nintendo Switch folgte am 25. April 2019. Alle Versionen sind ausschließlich als kostenpflichtiger Download veröffentlicht worden.
Als Verleger fungierten zunächst der französische, auf Mobile Games spezialisierte Publisher Bulkypix und der deutsch-französische Fernsehsender Arte. Im August 2016 meldete Bulkypix Insolvenz an und wurde infolgedessen aufgelöst. Seitdem ist Arte alleiniger Publisher. Als erstes veröffentlichtes Computerspiel des Kultursenders ebnete Type:Rider den Weg für eine Reihe weiterer Videospiele, die seit 2013 in Kooperation mit Arte entstanden.
Während der Paris Games Week im Oktober und November 2013 wurde das Spiel in Form einer interaktiven Installation präsentiert. Selbige war im November 2013 auch beim International Documentary Film Festival Amsterdam (IDFA) und beim Montreal International Documentary Festival (RIDM) ausgestellt. Die Installation lud den Betrachter ein, schwarze Buchstaben auf einer magnetischen Wand anzuordnen, in Anlehnung an die Tätigkeit des Schriftsetzers. Mithilfe von Mustererkennung und Videoprojektion wurden die so platzierten Lettern dann Teil einer auf die interaktive Wand projizierten Physiksimulation, in der virtuelle Objekte mit den physischen Buchstaben abhängig von ihrer Position und Orientierung vermeintlich kollidieren.

## Rezeption
Die ursprüngliche Fassung für Mobilgeräte erfuhr größtenteils positive Rezeption in der Computerspielpresse. Wertungsaggregator Metacritic ermittelte eine Gesamtwertung von 83 aus 100 Punkten für die iOS-Version, auf Grundlage von 13 Rezensionen. Dan Whitehead nennt Type:Rider in Eurogamer eine „geniale Kombination“ aus Limbo, in Hinblick auf die Ästhetik, und Trials, in Bezug auf das physikbasierte Spielprinzip. Das Spiel sei ein „grundlegend großartiges Spiel“, auch unabhängig vom lehrreichen Inhalt. Für Mike Fahey in Kotaku ist Type:Rider „die erstaunlichste Art, etwas sehr Wichtiges zu lernen.“ Er resümiert: „Am Ende des Spiels werden Sie sich erfüllt, aufgeklärt und bereichert fühlen. Sie werden nicht mehr über Schriftarten wissen, als Sie müssen. Sie werden genau so viel wissen, wie Sie sollten.“ Jon Irwin zieht in seinem Artikel in Kill Screen Vergleiche zu Rayman Origins, Donkey Kong Country Returns sowie NightSky (Nicalis, 2011). Er nennt Type:Rider „eine Erinnerung daran, wie schön Geschichten sein können, unabhängig davon, was sie eigentlich sagen.“
Bemängelt wurden dagegen die fehlende Stabilität der mobilen App, die Trennung von historischen Hintergrundinformationen und Gameplay, ein zum Ende hin sprunghafter Anstieg des Schwierigkeitsgrades sowie eine insgesamt enttäuschend kurze Spieldauer. Die Spielfigur bewege sich bisweilen unerwartet und bleibe gelegentlich stecken, so die Tester. Die spätere Nintendo-Switch-Version wurde gemischt aufgenommen und erreichte einen Metascore von 67 aus 100 Punkten, aggregiert aus sechs Bewertungen. Während die Grafik und Atmosphäre des Spiels auch hier gelobt wurden, kritisierten Rezensenten einen fehlenden Feinschliff des Spielprinzips, eine ungenügend an die Plattform angepasste grafische Benutzeroberfläche und diverse kleinere Bugs.

Type:Rider war beim IDFA 2013 ausgestellt.

Am 25. Oktober 2013 wurde Type:Rider im Rahmen der zweiten European Indie Game Days (EIGD) im Nouveau Théâtre in Montreuil die „Auszeichnung für künstlerische Kohärenz“ verliehen, mit der das „kohärenteste, aber auch originellste grafische Universum“ unter den 80 eingereichten Projekten von einer siebenköpfigen Jury prämiert wurde. Daneben war der Titel auch für den „Preis für Originalität“ nominiert. Die französische Tageszeitung Le Parisien kürte das Spiel zum „Besten Mobile Game 2013“. Im Folgejahr war Type:Rider als „Bestes Serious Game“ bei den International Mobile Gaming Awards 2014 sowie für den „Gamer’s Voice Award“ beim SXSW-Festival 2014 nominiert. Neben 14 weiteren ausgestellten Projekten war Type:Rider beim Dokumentarfilmfestival in Amsterdam im Rahmen des IDFA-DocLab-Programms für Neue Medien für den „Firestarters IDFA DocLab Award for Digital Storytelling“ nominiert.
Type:Rider wurde über 450.000 Mal und in über 140 Ländern weltweit heruntergeladen. Unmittelbar nach Veröffentlichung kürte der iOS-App-Store das Spiel in Europa zur „App der Woche“. Dort belegte Type:Rider im Jahr 2013 Platz drei der Downloadcharts, hinter Angry Birds und Ridiculous Fishing. Das Spiel war mehrfach Teil des Humble Bundle. In einer Werbekampagne der US-amerikanischen Kaffeehauskette Starbucks hat Type:Rider im Februar 2014 als „Pick of the Week“ in Form eines Downloadcodes für den Apple App Store eine Woche lang jedem in den nordamerikanischen Filialen verkauften Getränk beigelegen.